# Transformers
 Ovo je glavno značenje pojma Transformers. Za istoimeni film pogledajte Transformeri (2007.).
Transformeri (eng. Transformers) je ime za liniju igračaka američke tvrtke Hasbro, koji predstavljaju izmišljene izvananzemaljce s planete Cybertron koji se mogu pretvoriti u automobile, zrakoplove, tenkove i životnije te preoblikovati iz tog oblika u humanoidne robote. U originalnom izdanju, linija igračaka dijeli se na dvije suprotstavljene frakcije: pravedne Autobote pod vodstvom Optimus Primea i zle Deceptikone pod vodstvom Megatrona.
Transformeri se također preneseni na razne druge proizvode: stripove, filmove, animirane filmove. Stripovi i animirani filmovi podijeljeni su na posebne generacije. Tako postoje: Tranformers G1 (1984. – 1992.), Transformers G2 (1992. – 1995.), Beast Wars/Machines (1996. – 2001.), Dreamwave Productions (2002–2005), G.I. Joe crossovers (2003. -), IDW publishing (2005. -).